# Volgograd
Volgograd és una ciutat russa, situada a l'óblast de Volgograd a la confluència dels rius Volga i Tsaritsa.
Fundada el 1589 amb el nom de Tsaritsin, nom pres del riu Tsaritsa (del tàtar Sary Su, «Aigua Groga»), la ciutat va prendre el nom de Stalingrad durant l'era de Stalin i es va convertir en Volgograd quan Nikita Khrusxov va iniciar el procés de desestalinització de la Unió Soviètica el 1961.
La batalla de Stalingrad va ser un episodi decisiu de la Segona Guerra Mundial. Els exèrcits de Hitler van tractar de prendre-la com un lloc estratègic per a envair la Unió Soviètica, però en gir sobtat, el milió d'homes de l'Exèrcit Roig van envoltar la ciutat i van iniciar la derrota soviètica del Tercer Reich. La caiguda de la ciutat hagués pogut marcar un dur cop a la Unió Soviètica si Hitler l'hagués pres, ja que aleshores era gairebé tan important com Sant Petersburg o Nóvgorod.

## Història

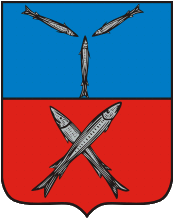
Escut d'armes de Tsaritsyn (1857)

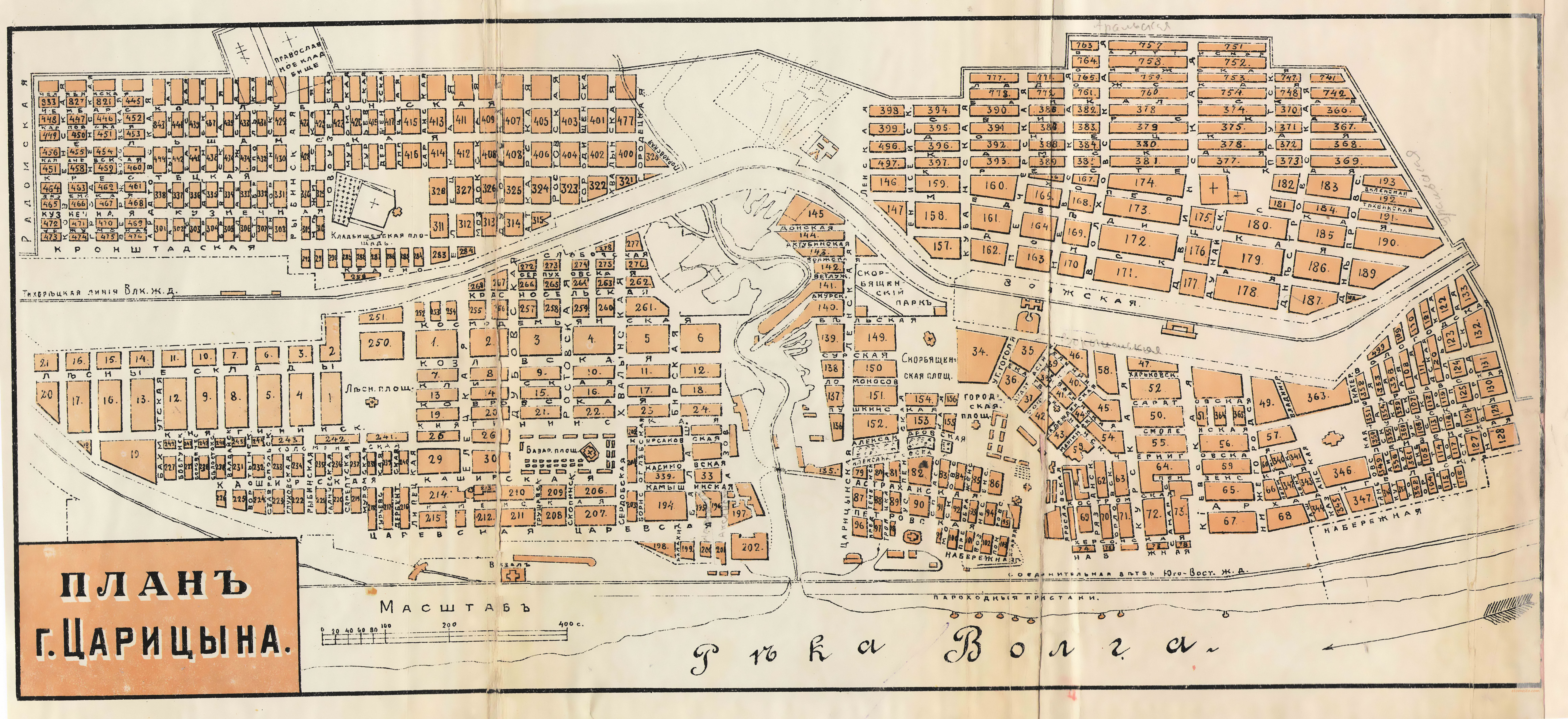
Mapa de la ciutat de Tsaritsin (Volgograd) de 1909

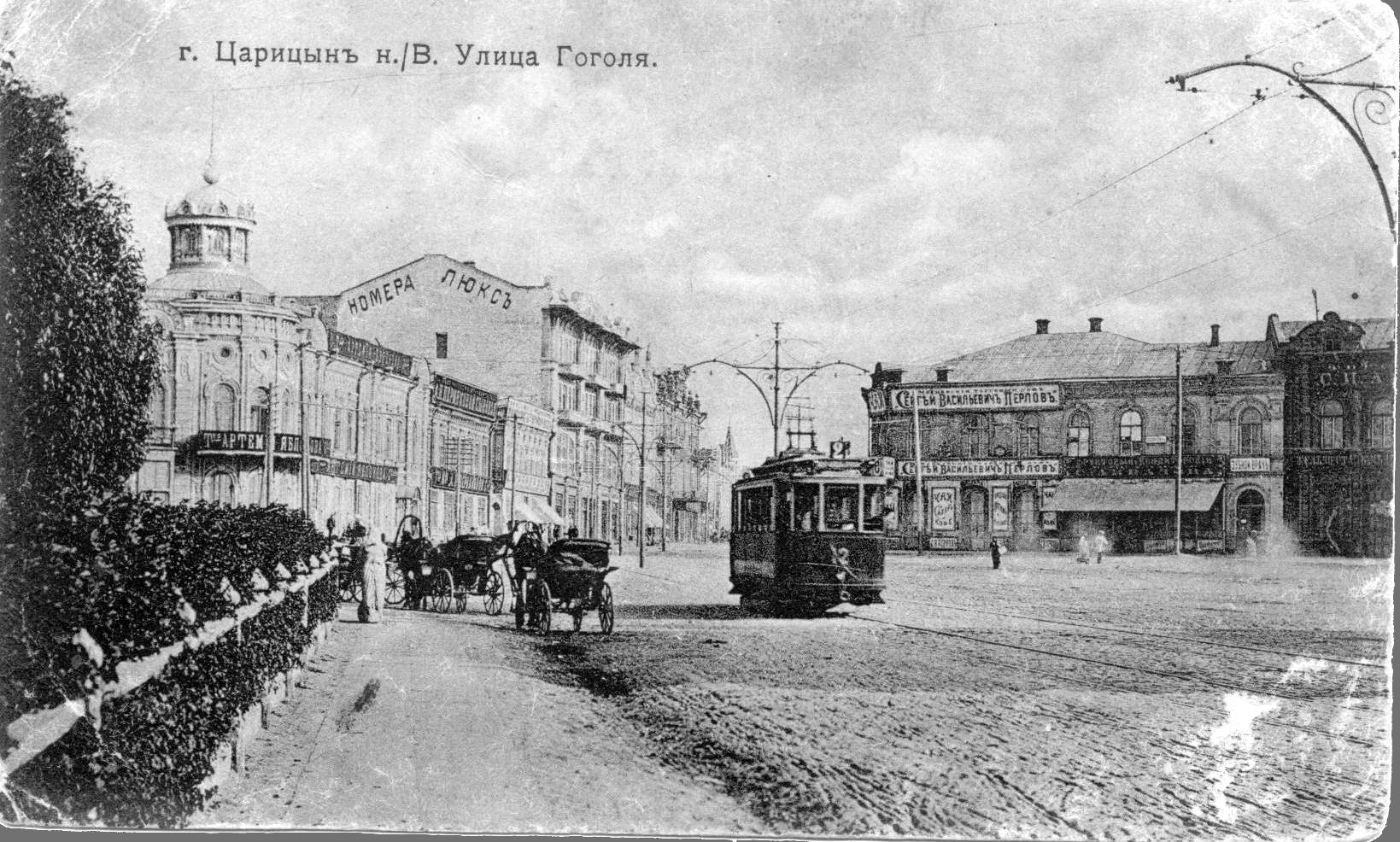
Tram de la ciutat al carrer Gogolya el 1914

Encara que és possible que aquesta ciutat s'originés el 1555, la primera menció documental és de 1589 com Tsaritsyn situada en la confluència del riu Tsaritsa i el Volga. La fortalesa Sary Su es va establir per defensar la inestable frontera sud del país. Aviat va ser el nucli d'un assentament comercial. Va ser capturada dues vegades pels rebels cosacs, dirigits per Stepan Razin en la rebel·lió de 1670 i per Omelian Pugatxov el 1774. Tsaritsin va esdevenir un important port fluvial i centre comercial al segle xix.
El 1708, Tsaritsin va ser adscrita al Governorat de Kazan; el 1719 al d'Astracan; Segons el cens de 1720, la ciutat tenia 408 habitants. El 1780, va passar al Governorat de Saràtov. El ferrocarril hi va arribar el 1862. Dins la ciutat hi havia la colònia germànica de Sarepta (fundada el 1765).
L'any 1900 tenia 84.000 habitants.
Durant la Guerra Civil Russa, Tsaritsin va estar sota control soviètic des de novembre de 1917. El 1918, Tsaritsyn va estar sota setge de l'Exèrcit Blanc dirigits per l'Ataman Krasnov i va ser capturada el juny de 1919 pel general Denikin, el qual l'abandonà de nou el gener de 1920. Aquests enfrontaments es coneixen com la batalla de Tsaritsin.
La ciutat va ser rebatejada Stalingrad per Ióssif Stalin el 10 d'abril de 1925.
Sota Stalin, la ciutat va esdevenir un centre de la indústria pesant i de transport per ferrocarril i fluvial i per això va ser atacada per les forces de l'Eix durant la Segona Guerra Mundial. En la batalla de Stalingrad, que començà l'agost de 1942, es calcula que hi van morir 1.250,000 persones
Stalingrad va rebre el títol de Ciutat heroica el 1945, i el rei Jordi VI del Regne Unit va premiar els seus habitants amb l'Espasa de Stalingrad. El 1946 començà la reconstrucció de la ciutat.

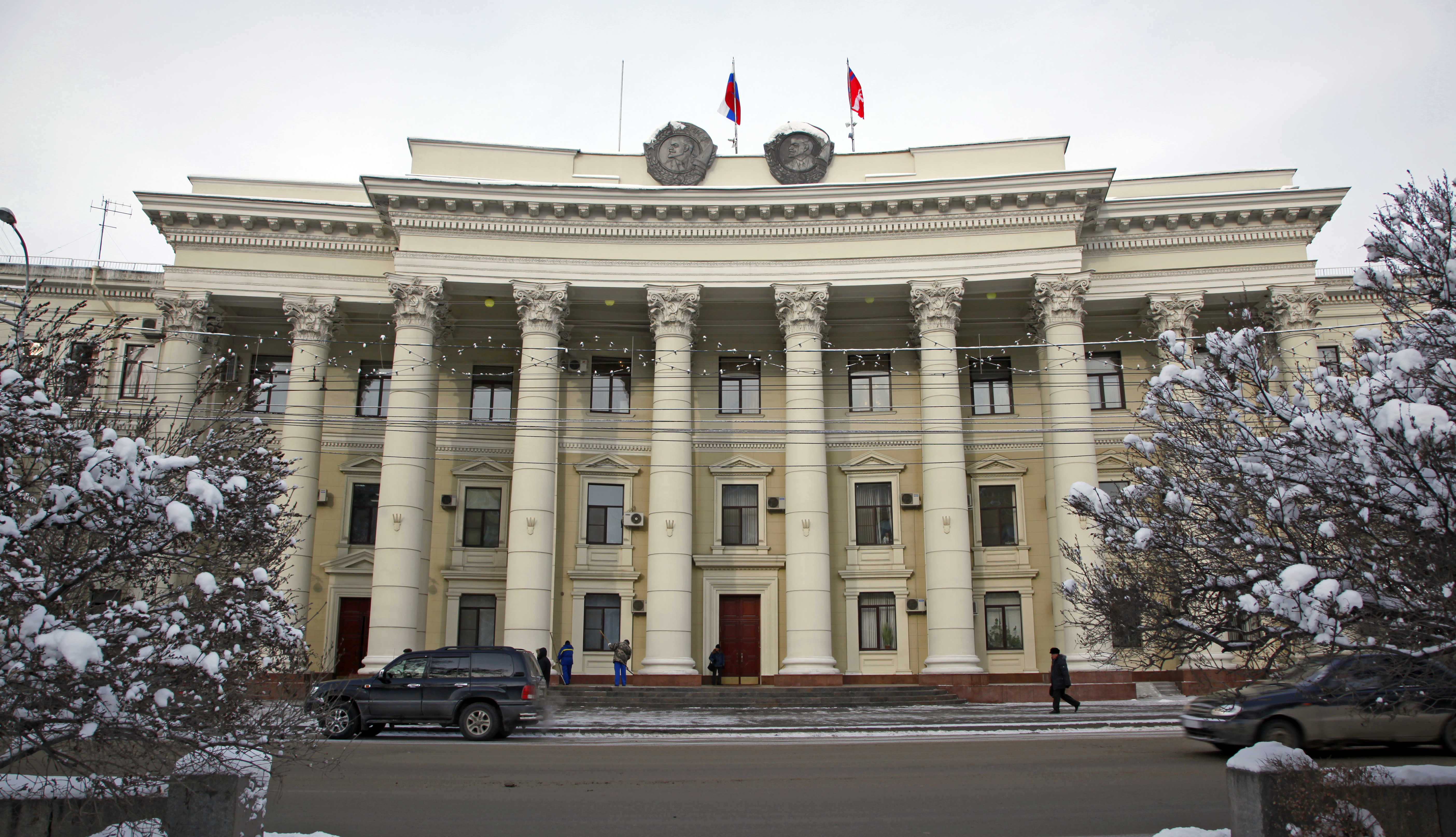
Edifici de la Duma regional

El 21 de maig de 2007, va ser escollit en les eleccions municipals el candidat comunista Roman Grebennikov.
El 2013, en la celebració del 70è aniversari del final de la batalla de Stalingrad, es decidí que la ciutat tornés a anomenar-se Stalingrad en certes festivitats puntuals, relatives a la batalla i a la Gran Guerra Patriòtica: el 9 de maig (dia de la Victòria), 22 de juny (dia del dol i el record), el 2 de setembre (final de la Segona Guerra Mundial), el 23 de setembre (dia de la commemoració de les víctimes del bombardeig de Stalingrad) i el 19 de novembre (dia de l'inici de la derrota dels nazis a Stalingrad). A més, 50.000 persones van signar una petició a Vladímir Putin a favor del canvi de nom permanent.

## Economia

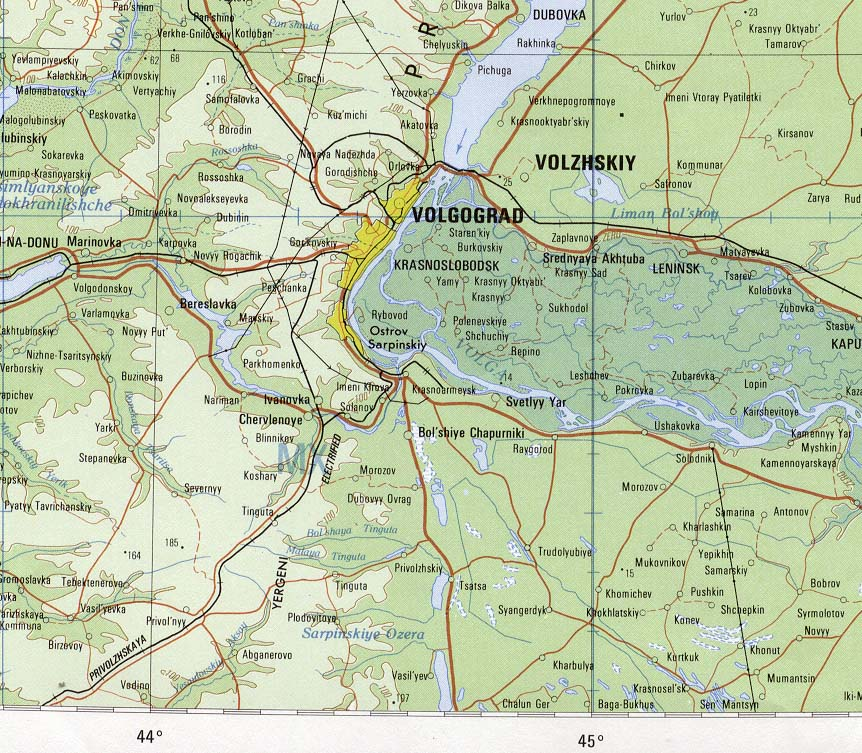
Volgograd en un mapa de 1979

El Volgograd modern continua essent una important ciutat industrial. Hi ha construcció de vaixells, refineria de petroli i producció d'acer i alumini, etc. Hi ha una gran Planta hidroelèctrica de Volgograd al nord de la ciutat.

## Clima
Volgograd té un clima semiàrid d'estepa (en la classificació de Köppen BSk)
Té una temperatura mitjana anual de 8,2 °C. Al gener la mitjana és de -6,2 °C (té temperatures mitjanes per sota de zero de desembre a febrer) i el juliol de 23,6 °C. la precipitació anual és de 347 litres. El rècord de temperatura màxima és de 41 °C (a l'agost) –32,6 °C (al gener).

## Cultura

### Complex commemoratiu Mamayev Kurgan

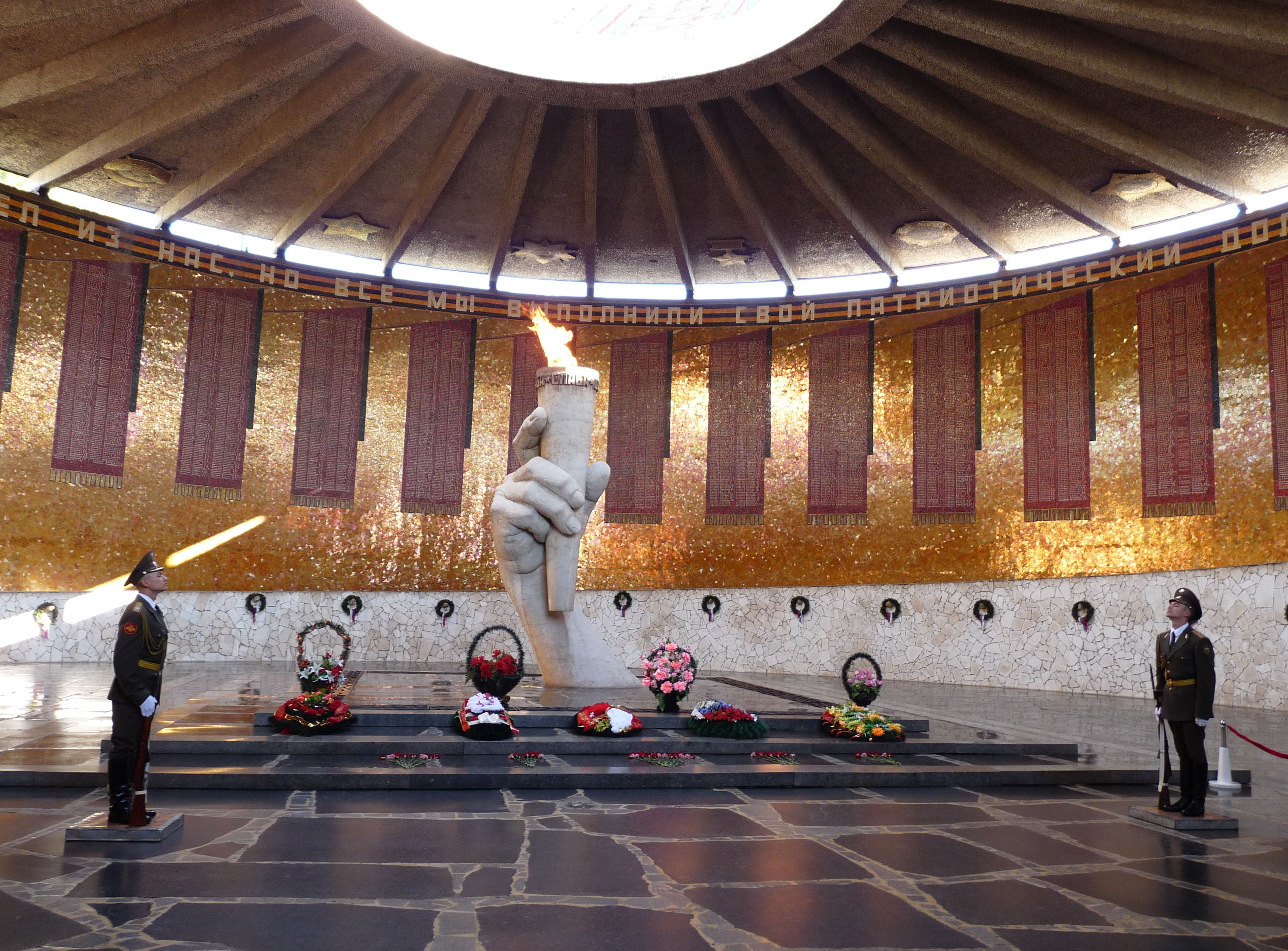
Saló de la Glòria Militar

Un complex commemoratiu commemoratiu de la batalla de Stalingrad, dominat per una immensa escultura al·legòrica La crida de la Mare Pàtria, va ser erigit en el Mamàiev Kurgan (rus: Мамамаев Курган), el pujol que va veure alguns dels combats més intensos durant la batalla. Aquest complex inclou el Saló de la Glòria Militar, un edifici circular que alberga una flama eterna i plaques portadores amb els noms dels herois caiguts de la Batalla de Stalingrad. Aquest monument compta amb un canvi de guàrdia cada hora que atreu molts turistes durant els mesos més càlids. A l'altre costat d'aquest Saló hi ha una estàtua anomenada Dolor de la Mare, que representa a una dona afligida sostenint a un soldat caigut als seus braços. Durant els mesos d'estiu aquesta estàtua està envoltada per una petita funció d'aigua anomenada el Llac de les llàgrimes. Més a baix del pujol d'aquest complex, hi ha una Plaça dels Herois, amb múltiples escultures al·legòriques d'obres heroiques. Aquesta plaça a vegades és referida pel títol de la més famosa d'aquestes escultures, anomenada "Havent resistit, conquistem la mort".

### Museu del Panorama

Museu Panorama de la Batalla de Stalingrad, incloent el Molí Gerhardt al centre de la imatge

El Museu Panorama de la Batalla de Stalingrad és un gran complex cultural que es troba en la riba del riu Volga. Es troba en el lloc de la "Unió de Defensa de Penza", un grup d'edificis al llarg del carrer Penzenskaya (ara carrer Sovetskaya), que va ser defensat per la 13a Divisió de Rifle de Guàrdies. El complex inclou el Molí Gerhardt (en rus, Мельница Гергардта), que es conserva en el seu estat bombardejat. El museu conté la pintura més gran de Rússia, una pintura panoràmica del camp de batalla vista des de Mamàiev Kurgan, on es troba l'estàtua de la Crida de la Mare Pàtria. També compta amb equipament militar dels exèrcits soviètics, nombroses exhibicions d'armes (incloent-hi un rifle del famós franctirador Vassili Zàitsev), uniformes, pertinences personals de generals i soldats involucrats en la batalla i mapes detallats i línies de temps de la batalla.

### Planetarium
El Planetari Volgograd va ser un regal d'Alemanya Oriental en honor al que hauria estat el 70 aniversari de Stalin. D'estil neoclàssic anacrònic, la façana de l'edifici està dissenyada com un temple romà, amb sis columnes toscanes coronades per capitals decorades amb estrelles. Dissenyat per Vera Ignatyevna Múkhina, la cúpula és coronada per una personificació femenina de la Pau, sostenint un astrolabi amb un colom. Inaugurat el 1954, va ser el segon planetari construït a la Unió Soviètica. L'interior de l'entrada compta amb un mural de Stalin en l'uniforme blanc d'un almirall naval, envoltat de lliris i coloms, més símbols de pau. A banda i banda del mural hi ha busts de Konstantín Tsiolkovski, un científic de coets soviètic, i Iuri Gagarin, un pilot soviètic i cosmonauta i el primer humà a sortir a l'espai exterior. Al segon pis hi ha grans vidrieres amb imatges relacionades amb l'exploració soviètica de l'espai. El planetari estava equipat amb un projector Zeiss, el primer produït per la companyia Carl Zeiss a la seva planta Jena després del final de la Segona Guerra Mundial. El projector subministrat va ser el model UPP-23/1, que es va produir entre 1954 i 1964; encara és operatiu i en ús regular al Planetari de Volgograd. El projector va ser complementat per un sistema digital El 2019, el model Fulldome Pro LDX12. Zeiss també va proporcionar el telescopi refractor de 340 mm per a l'observatori, que encara està en funcionament. El planetari acull conferències científiques i educatives, ofereix espectacles de Fulldome, té tours programats, compta amb observacions diürnes i nocturnes i dirigeix un club d'astronomia per a nens.
Enfront del carrer del Museu Panorama, es troba la Casa de Pavlov, un altre monument supervivent a la Batalla de Stalingrad. En els voltants es troben diversos monuments i monuments, entre ells una estàtua de Lenin, una estàtua en honor dels nens que van sobreviure a la guerra i una altra dels defensors de la Casa de Pavlov.
El Museu d'Instruments Musicals és una branca del Museu Regional de Volgograd de Mineral Local.

## Religió
Com a ciutat portuària al llarg d'una ruta comercial important i ocupada, Volgograd sempre ha estat un lloc divers. Una enquesta de 1897 revela 893 jueus (512 homes i 381 dones), 1.729 musulmans (938 homes i 791 dones) i 193 catòlics (116 homes i 77 dones).

### Monestir de l'Esperit Sant

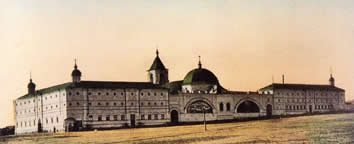
Monestir de l'Esperit Sant, abans de 1923

La terra per al Monestir de l'Esperit Sant va ser originalment assignada el 1904, però la construcció no va començar fins a 1909 i no va ser completa fins a 1911. Serguei Trufanov, també conegut com el "monjo boig" de Tsaritsin, va ser la força motriu darrere de la recaptació de fons i la posada en marxa del projecte. El complex original tenia una església que podia albergar 6.000 persones, el monestir mateix podia albergar 500 i un auditori que tenia 1.000. Hi havia una escola, espai per a tallers, una impremta i un hospici. La terra en la qual es trobava el monestir també albergava múltiples jardins, una font i diversos patis interiors.
El 1912, el monestir va ser dividit en una secció masculina i femenina, que albergava tant monjos com monges. El 1914, l'escola basada en el Monestir de l'Esperit Sant es va convertir en part del sistema escolar de la ciutat i el 1915 albergava a 53 nenes els pares de les quals estaven en primera línia. Durant la Guerra Civil russa es va crear una infermeria i el complex va ser utilitzat alternativament pels bolxevics i els blancs. El 1923, una vegada que la zona estava sota el ferm control bolxevic, el monestir estava tancat. Durant les dècades següents, el complex va ser utilitzat com un orfenat, una biblioteca, un cinema i un alberg estudiantil. Finalment, molts dels edificis van caure en desús i es van deteriorar. A l'inici de la Segona Guerra Mundial, el complex va ser lliurat als militars i molts dels edificis originals van ser demolits.
Després del col·lapse de l'URSS el 1991, es va establir la diòcesi de Volgograd i els militars van començar el procés de transferir el que va quedar del Monestir de l'Esperit Sant a l'església. El 1992 es va establir una escola teològica i avui continua la restauració del lloc.

### Catedral d'Alexander Nevsky

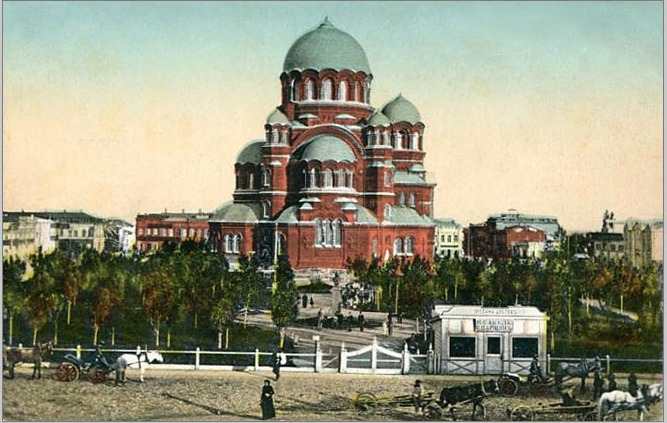
Original Catedral d'Alexander Nevsky en Tsaritsyn, abans de 1932

La construcció de la catedral va començar el 22 d'abril de 1901, amb la col·locació de la pedra fundacional pel bisbe Hermogenes. Els doms van ser instal·lats el 1915 i la consagració va tenir lloc el 19 de maig de 1918. Gairebé tan aviat com es va construir, la catedral es va quedar sense ús. Les potències soviètiques la van tancar oficialment el 1929, amb les creus i campanes retirades i els objectes litúrgics confiscats. La catedral va ser llavors utilitzada com a dipòsit de motor i finalment demolida el 1932. El 2001 es va iniciar el llarg projecte de reconstrucció de la catedral. La primera pedra de fundació va ser col·locada el 2016 i la rèplica acabada va ser finalment consagrada el 2021 pel patriarca Ciril I.
La nova església es troba en el centre de Volgograd, limitada pel carrer comunista (Rus: Коммунистическая Улица) i el carrer Mir (Rus: Улица Мира) en el nord i el sud i al carrer Volodarsk (Rus: Улица Вололгаргагагагаца). Aquesta zona també és un parc, anomenat Jardí d'Alexander (rus: Александровский Сад). La catedral està a l'altre costat del carrer d'un monument de la Segona Guerra Mundial, i una estàtua i capella per a, l'epònim Alexandre Nevski.

### Esglésies flotants

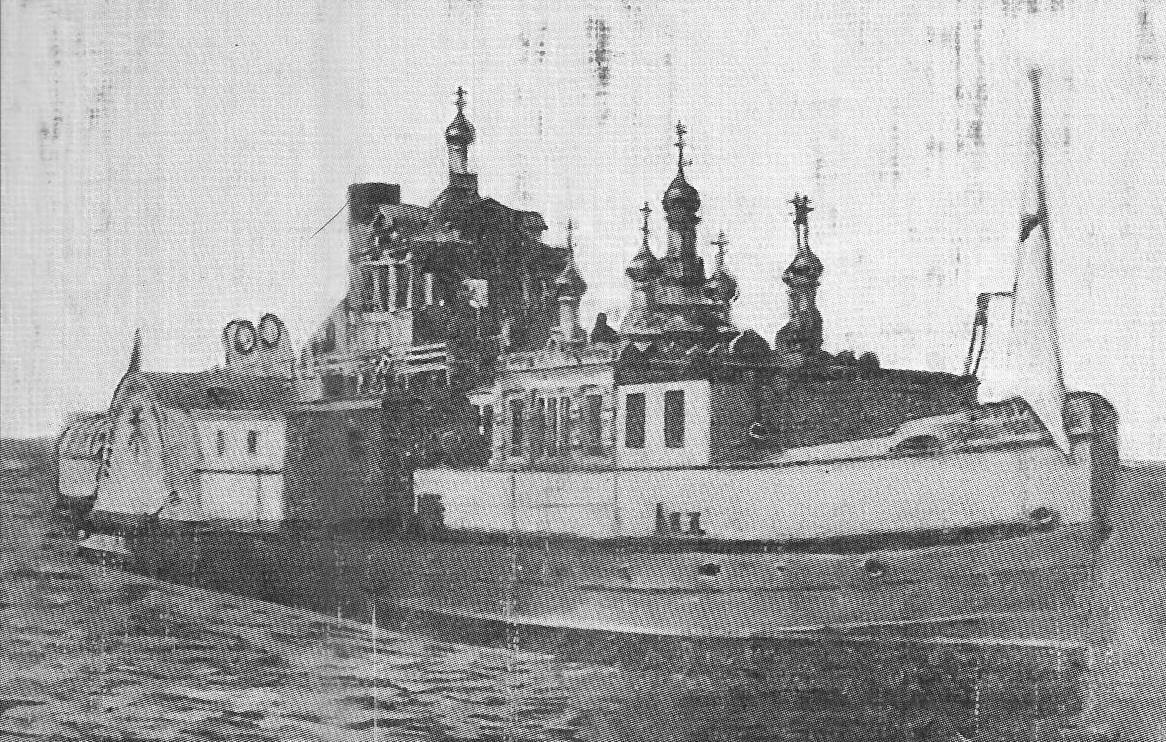
Església flotant Sant Nicolau, consagrada el 1910

Volgograd alberga una de les poques esglésies flotants autopropulsades del món: el vaixell de la capella de Sant Vladimir de Volgograd. Encapçalat per Vladimir Koretski i assistit per un sacerdot ortodox holandès que formava part de l'organització Aid to the Church in Need (ACN), el Sant Vladimir va ser consagrat l'octubre de 2004 en la riba del Volga. Originalment, una nau d'aterratge desmantellada que es trobava en una drassana fora de Sant Petersburg, va necessitar dos anys per convertir-la en una església flotant. La capella del vaixell fa tres brillants doms i va ser decorada amb icones i motius religiosos per un artista local de Volgograd. En el seu viatge inaugural, el Sant Vladimir va arribar a Astracan en el sud i Saràtov en el nord; viatjant a 800 quilòmetres del naixement del riu Volga.
A més d'aquesta església autopropulsada, Vladimir Koretski va construir primer altres dues esglésies flotants en Volgograd, les quals han de ser remolcades per una altra nau. Sant Innocent era originalment un vaixell de reparació i estava situat en una drassana de Volgograd. Malgrat estar en mal estat, el vaixell tenia cabines de bona grandària i una unitat de cuina; el casc es va restaurar, les cabines més grans es van fusionar i es va agregar una sola cúpula brillant. Les icones i relíquies sagrades van ser donats per parròquies de tot el país i l'església flotant va ser consagrada el 22 de maig de 1998. Durant el seu primer any de funcionament, va visitar 28 llogarets, on 446 persones van ser batejades i 1.500 van rebre comunió. Sant Innocent va ser mòbil durant quatre mesos de l'any, operant principalment en el riu Don, i va passar la resta del temps amarrat en Piatimorsk, proporcionant una església semipermanent per a aquesta localitat rural.
A causa de l'èxit del Sant Innocent, l'ACN va llançar la creació d'una segona església flotant, aquesta vegada va construir sobre una vella barcassa. Batejat Sant Nicolau, en honor a l'església flotant original construïda el 1910, va ser amarrat en un club nàutic de Volgograd durant diversos anys, servint com un lloc de culte per a tripulacions de vaixells que passaven. Més tard va ser remolcat a Oktiabrski, un llogaret remot del sud de l'Oblast de Volgograd, per a servir com una església semipermanent.
Totes aquestes esglésies flotants es van inspirar en l'original; un vaixell remolcador retroinstal·lat, que corria entre Kazan i Astracan, anomenat Sant Nicolau. Encarregat el 1858, va ser batejat primer el Kriushi, després el Pirata, fins que va ser comprat per la diòcesi d'Astracan el 1910 i convertit en una església. Va funcionar durant 8 anys, viatjant pel riu Volga, a vegades bloquejant 4.000 milles a l'any. Com qualsevol altra església a Rússia, va ser desmantellada el 1918 pels soviètics. Va fer tal impacte en la població local, no obstant això, que gairebé 80 anys després, va ser la inspiració per a una nova "flota de Déu".

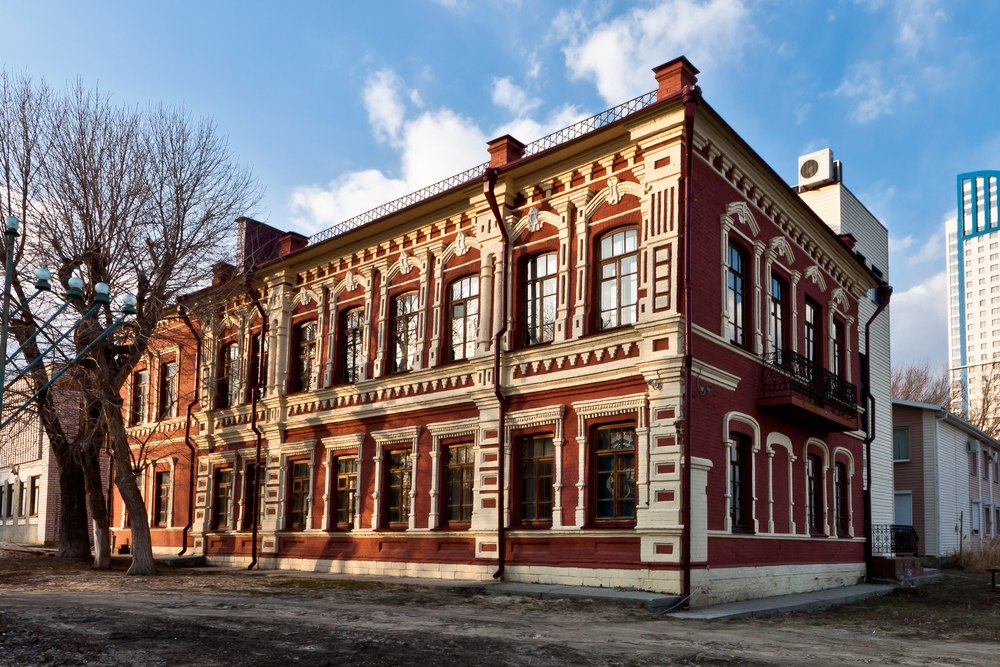
Primera Sinagoga de Volgograd

També coneguda com a Sinagoga Beit David, va rebre el nom de David Kolotilin, un líder jueu durant el període soviètic. Encara que algunes fonts afirmen que aquesta va ser la primera sinagoga per a servir als jueus de Volgograd, va ser construïda el 1888, i el seu propòsit original era exclusivament el d'una sinagoga, hi ha poca evidència per a secundar això. El poc que existeix en la documentació suggereix que va ser construït al començament de segle, però el seu propòsit original és desconegut. De fet, una guia turística de 1903 de Tsaritsin, adverteix que gairebé tots els edificis de la ciutat són de fusta i no fa esment d'aquesta estructura, per la qual cosa una data de construcció de 1888 és molt poc probable. És un edifici de dos pisos, rectangular, fet de maó i ricament decorat. L'estil arquitectònic és típic dels edificis residencials construïts en Tsaritsyn després del canvi de segle. L'edifici original amb prou feines va sobreviure a la Batalla de Stalingrad; estava en ruïnes fins a 1997, amb finestres trencades i forats de centellejos fets per bombes nazis. Algunes fonts suggereixen que l'edifici va ser reconstruït, però no restaurat, per a 1999. Emissaris de l'organització Ch1xLubavitch van llançar una campanya per a retornar l'edifici a la comunitat jueva i finalment van tenir èxit El 2003. Amb l'ajuda de múltiples campanyes de recaptació de fons i donants generosos, incloent-hi a Edward Shifrin i Alex Schneider, la sinagoga va ser restaurada. Un annex va ser construït El 2005 per a imitar l'estil original i l'edifici va ser rededicat El 2007. La sala d'oració es troba en el primer pis, amb oficines comunitàries en el segon. Situat en 2 Balachninskaya Street en el centre de Volgograd. A més dels serveis religiosos regulars, també alberga una cuina de sopa, una escola de dia jueva i un campament infantil nocturn. A partir de 2022, la comunitat està dirigida pel rabí Zalman Yoffe.

## Ciutats agermanades
El 2006 Volgograd estava agermanada amb 17 ciutats:
- Coventry, Anglaterra (1943)
- Ostrava, República Txeca (1948)
- Kemi, Finlàndia (1953)
- Lieja, Bèlgica (1959)
- Dijon, França (1959)
- Torí, Itàlia (1961)
- Port Saïd, Egipte (1962)
- Chennai, Índia (1966)
- Hiroshima, Japó (1972)
- Colònia, Alemanya (1988)
- Chemnitz, Alemanya (1988)
- Cleveland, Estats Units (1990)
- Toronto, Canadà (1991)
- Jilin, Xina (1994)
- Chengdu, Xina (1998)
- Erevan, Armènia (1998)
- Kruševac, Sèrbia (1999)
- Ruse, Bulgària (2001)